# Baltasar Sanz
Baltasar Sanz (Brea de Aragón, c. 1654 - Tortosa, antes del 10 de enero de 1708) fue maestro de capilla de la Catedral de Tortosa.

## Biografía
Su formación empezó como niño de la escolanía de La Seo de Zaragoza. No se sabe nada más de su formación o su carrera profesional hasta su aparición como maestro de capilla de la Catedral de Tortosa.
Fue a partir del 16 de junio de 1673 cuando tomó el cargo de maestro de capilla de la Catedral de Tortosa hasta su muerte en 1708. El 10 de enero de 1708 se publicó la vacante de la maestría por fallecimiento del titular, por lo que debió fallecer poco antes de esa fecha. Su sucesor fue Josep Escorihuela, maestro de capilla de la Catedral de Tarragona desde 1695.

## Obra
A pesar de que ocupó este cargo durante 35 años, conservamos pocas de sus creaciones. Actualmente, se conserva un Laudate Domino a seis voces, que posiblemente en el archivo de la misma catedral, y algunos villancicos. Francesc Bonastre, musicólogo catalán, mencionó en una de sus publicaciones en la revista Recerca Musicològica que Baltasar Sanz quería adoptar el arpa como instrumento de acompañamiento en aquellas celebraciones donde no se utilizaba el órgano (cómo por ejemplo la Cuaresma o la Semana Santa).
- Laudate Domino a seis voces
- Tono para cuatro voces y acompañamiento.
- Villancico para siete voces y acompañamiento.
- Aunque al constante amor.[3]